# Ptichodis herbarum
Ptichodis herbarum är en fjärilsart som beskrevs av Achille Guenée 1858. Ptichodis herbarum ingår i släktet Ptichodis och familjen nattflyn. Inga underarter finns listade.